# 新尼古拉耶夫卡 (吉爾吉斯)
新尼古拉耶夫卡（俄语：Новониколаевка）是吉尔吉斯斯坦楚河州下辖的一个村，始建于1902年。根据2009年吉尔吉斯共和国人口普查，全村人口为8216人。